# Le Retour de Joe la Gachette
Le Retour de Joe la Gachette est la huitième histoire de la série Lucky Luke par Morris. Elle est publiée pour la première fois en 1949 du no 602 au no 618 du journal Spirou. Puis est publiée dans l'album Sous le ciel de l'Ouest en 1952.

## Publication

### Revues
L'histoire est parue dans le journal Spirou, du no 602 (27 octobre 1949) au no 618 (16 février 1950).